# Kalijum bromid
Kalijum bromid je so, koja je bila u širokoj upotrebi kao antiepileptik i sedativ u kasnom 19-tom i ranom 20-tov veku. Ovaj materijal je bio dostupan na slobodno u SAD-u do 1975. Terapeutsko dejstvo je posledica bromidnog jona (natrijum bromid je jednako efikasan). Kalijum bromid se u današnje vreme koristi u veterini, kao antiepileptički lek za pse i mačke.

## Fizičke osobine
Kalijum bromid je beli kristalni prah, rastvorljiv u vodi. U vodenim rastvorima, u manjim koncentracijama ima sladak okus, dok u većim koncentracijama ima gorak i slan okus. Ovaj efekt je najviše uzrokovan kalijumovim jonom, pošto na primer, natrijum bromid ima slankast ukus u svim koncentracijama. U većim koncentracijama, kalijum bromid iritira sluzokožu probavnih organa, prvenstveno želuca, a može dovesti do povraćanja, što je tipično za gotovo sve rastvorljive kalijumove soli.

## Hemijske osobine
On je tipična jonska so, koja se potpuno disocira, a u vodenim rastvorima ima pH vrednost oko 7. Ona služi kao izvor bromidnih jona, što je važno u reakcijama koje se koriste u proizvodnji srebrnog bromida u industriji fotografskih filmova:
Vodeni bromidni jon Br- će formirati određene komplekse ako reaguje sa nekim metalnim halidima poput bakar(II) bromida:

## Dobijanje
Tradicionalni metod dobijanja KBr je putem reakcije kalijum karbonata sa gvožđe bromidom, :

## Upotreba

### Medicina i veterina
Antikonvulsantne karakteristike je prvi primjetio Čarls Lokok, na sastanku Kraljevskog medicinskog i hirurškog društva 1857. godine. Kalijum bromid se može smatrati prvim efektivnim lekom protiv epilepsije. U to vreme je bilo rašireno pogrešno mišljenje da je epilepsija izazvana masturbacijom. Lokok je uočio da bromid smiruje seksualno uzbuđenje te je smatrao da u tome leži njegov uspeh u lečenju epilepsije. Sve do 1912. nije postojao efikasniji lek protiv ove bolesti, do otkrića fenobarbitala. Kalijum bromid je često pogrešno upotrebljavan zbog ovih pogrešnih shvatanja, kao na primjer kada ga je britanska vojska dodavala svojim vojnicima u čaj, u nastojanju da njime smanji seksualne potrebe vojnika, no međutim ovo nikad nije potvrđeno.
U veterini se koristi u tretmanima protiv epilepsije kod pasa, bilo kao primarni lek ili kao dodatak fenobarbitalu, kada je njihova pojedinačna upotreba neadekvatna. Korištenje kalijum bromida kod mačaka je ograničeno, jer nosi određeni rizik od upale pluća (pneumonitis).
U SAD nije odobreno korištenje KBr u humanoj medicini. U Njemačkoj nije zabranjena njegova upotreba kao antiepileptičkog sredstva naročito kod dece i adolescenata. Prodaje se pod trgovačkim nazivom Dibro-be mono. Daje zadovoljavajuće rezultate ako se koristi u propisanim dozama. Dostupan je u formi 850 mg tablete. U čovekovom organizmu ima izuzetno dugo poluvreme eliminacije (vreme za koje se iz organizma izluči polovina unesenog leka) od 6 nedelja. Nisu poznata međudelovanja ovog leka sa apsorpcijom ili izlučivanjem drugih antikonvulsanata.

### Optika
je transparentan u širokom spektru vidljive svetlosti, od ultraljubičastih do dugih infracrvenih talasa (0,25-25 µm). Nema značajnih optičkih apsorpcionih linija u svom regionu transmisije. Koristi se za optičke prozore i prizme. Mora se držati u suvom okruženju zbog velike rastvorljivosti i higroskopne prirode. Indeks prelamanja mu je oko 1,55 pri talasnoj dužini od 1,0 µm.
U infracrvenoj spektroskopiji, uzorci se analiziraju tako što se pospu prahom kalijum bromida i presuju u obliku diska. Alternativno, uzorci se mogu analizirati kao tečni film između dva polirana diska napravljena od KBr.

## Spoljašnje veze
|  | Molimo Vas, obratite pažnju na važno upozorenje u vezi sa temama iz oblasti medicine (zdravlja). |